# Kay Helge Svendsen
Kay Helge Svendsen (11. november 1918 i København-24. maj 1945) var en dansk ejendomsmægler, assurandør og modstandsmand.
Svendsen medvirkede under besættelsen ved de illegale transporter af personer og post til Sverige. Han blev 9. oktober 1944 arresteret af tyskerne og deporteret til Neuengamme. Han blev hjemført i april 1945 med Røde Kors hvide busser og indlagt på Blegdamshospitalet, hvor han døde af af de fysiske men han havde pådraget sig i Tyskland. Han ligger begravet på Assistens Kirkegård.
På Kildevældskolen, tidligere Vognmandsmarken Skole og Bryggervangen Skole, på Østerbro findes to mindetavler for tidligere elever som satte livet til under modstandskampen, Kay Helge Svendsen findes med på Bryggervangen tavlen..